# رباعي فلوريد الزينون
رباعي فلوريد الزينون (بالإنجليزية: Xenon tetrafluoride)‏ مركب كيميائي بالصيغة الكيميائية XeF4 من اوائل المركبات الثنائية التي اكتشفت  من الغازات النبيلة.
أنتجت بالتفاعلات الكيميائية بين زينون وفلور. حسب التفاعل التالي :
- Xe + 2 F2 → XeF4